# (38049) 1998 VY6
(38049) 1998 VY6 est un objet de la ceinture principale intérieure découvert en 1998.

## Description
(38049) 1998 VY6 a été découvert le 11 novembre 1998 à l'observatoire Magdalena Ridge, situé dans le comté de Socorro, au Nouveau-Mexique (États-Unis), par le projet Lincoln Near-Earth Asteroid Research (LINEAR).

### Caractéristiques orbitales
L'orbite de cet astéroïde est caractérisée par un demi-grand axe de 1,97 ua, un périhélie de 1,83 ua, une excentricité de 0,07 et une inclinaison de 21,16° par rapport à l'écliptique. Du fait de ces caractéristiques, à savoir un demi-grand axe inférieur à 2 ua et un périhélie supérieur à 1,666 ua, il est classé, selon la JPL Small-Body Database, objet de la ceinture principale intérieure.

### Caractéristiques physiques
(38049) 1998 VY6 a une magnitude absolue (H) de 16,0 et un albédo estimé à 0,827.